# Turcosuchus okani
Turcosuchus okani — викопний вид примітивних крокодилоподібних плазунів родини Hylaeochampsidae, що існував у ранній крейді (130—125 млн років тому) Описаний з щелепи, що знайдена у 2018 році в Туреччині.